# Margot Schellemann
Margot Schellemann, geborene Kratzsch, (* 21. Juli 1930; † 21. Januar 2012) war eine deutsche Puppenspielerin, Sprecherin und Filmeditorin. Bekanntheit erlangte sie durch ihre langjährige Mitarbeit bei der Augsburger Puppenkiste.

## Leben
Als Margot Kratzsch geboren, studierte sie nach dem Abitur zunächst Philosophie. Um sich 1950 etwas Geld für das Studium dazu zu verdienen, bewarb sie sich bei der Augsburger Puppenkiste als Sprecherin. Walter Oehmichen war von ihr so begeistert, dass er sie bald ins Ensemble aufnahm und sie ihre erste Puppe führte. Schellemann erwies sich als sehr gute Puppenspielerin und Sprecherin, sodass sie schnell Hauptrollen übernahm. Anfangs wurde in der Puppenkiste noch live gesprochen, später führte das Ensemble die Puppen zu einem vorher angefertigten Hörspiel. In der Aufnahme zu dem Stück Wie das Eselchen das Christkind suchte lieh Margot Schellemann insgesamt sechs verschiedenen Charakteren ihre Stimme. Auch sorgte sie für die Choreografie der Marionetten.
In ganz Deutschland wurde sie durch die Fernsehproduktionen der Puppenkiste bekannt. Sie führte unter anderem das Urmel, Kater Mikesch oder Lukas den Lokomotivführer. In der erfolgreichsten Produktion der Puppenkiste, Urmel aus dem Eis, lieh sie Ping Pinguin ihre Stimme.
Gelegentlich trat sie auch als Schauspielerin auf, so in den Museumsratten oder als Bänkelsängerin im Tanzbärenmärchen.
Zusätzlich arbeitete sie ab 1962 für den Hessischen Rundfunk als Filmeditorin. Beginnend mit der Fernsehreihe Der Löwe ist los, übernahm sie bis zu ihrer Pensionierung 1990 den Schnitt fast aller Fernsehfilme der Augsburger Puppenkiste. Für den Weihnachtsfilm "Wir warten aufs Christkind" im Jahre 1979 führte sie gemeinsam mit dem Kameramann Horst Thürling in Vertretung vom schwer erkrankten Manfred Jenning Regie. 
Margot Schellemann verließ das Ensemble 1990, blieb der Puppenkiste aber noch einige Jahre als Sprecherin erhalten. Sie war verheiratet mit Walter Schellemann († 2008), ebenfalls Mitglied im Ensemble der Augsburger Puppenkiste. Schellemann verstarb am 21. Januar 2012 im Alter von 81 Jahren. Sie ruht in einem Familiengrab in Neusäß.

## Filmografie

### Als Puppenspielerin / Sprecherin (Auswahl)
- 1959: Die Muminfamilie (6-teilige Fernsehserie)
- 1960: Die Muminfamilie – Sturm im Mumintal (6-teilige Fernsehserie)
- 1961: Jim Knopf und Lukas der Lokomotivführer
- 1962: Jim Knopf und die wilde 13
- 1963: Der kleine Dicke Ritter Oblong Fritz-Oblong
- 1964: Kater Mikesch
- 1965: Der Löwe ist los!
- 1966: Kommt ein Löwe geflogen
- 1967: Gut gebrüllt, Löwe
- 1967: Die Museumsratten
- 1967: Der Räuber Hotzenplotz
- 1968: Bill Bo und seine Kumpane
- 1969: Urmel aus dem Eis
- 1970: Kleiner König Kalle Wirsch
- 1972: Die Steinzeitkinder (4-teilige Fernsehserie)
- 1972: Wir Schildbürger (13-teilige Fernsehserie)
- 1973: Don Blech und der Goldene Junker (4-teilige Fernsehserie)
- 1977: Jim Knopf und Lukas der Lokomotivführer
- 1977: Eine Woche voller Samstage
- 1978: Jim Knopf und die wilde 13
- 1978: Das kalte Herz
- 1979: Lord Schmetterhemd (4-teilige Fernsehserie)
- 1980: Am Samstag kam das Sams zurück
- 1980: Die Opodeldoks
- 1981: Fünf auf dem Apfelstern
- 1982: Wolkenreiter und Sohn (2-teilige Fernsehserie)
- 1982: Katze mit Hut
- 1983: Neues von der Katze mit Hut
- 1984: Das Tanzbärenmärchen (4-teilige Fernsehserie)
- 1985: Kater Mikesch
- 1985: Abdallah und sein Esel
- 1986: Schlupp vom grünen Stern
- 1988: Schlupp vom grünen Stern – Neue Abenteuer auf Terra
- 1988: Der liebe Herr Teufel
- 1989: Die Wetterorgel
- 1990: Caruso & Co.
- 1991: Die drei Dschungeldetektive (6-teilige Fernsehserie)
- 2000–2001: Lilalu im Schepperland (13-teilige Fernsehserie)

### Als Filmeditorin (Auswahl)
- 1965: Der Löwe ist los
- 1966: Kommt ein Löwe geflogen
- 1967: Gut gebrüllt, Löwe!
- 1967: Die Museumsratten
- 1968: Bill Bo und seine Kumpane
- 1969: Urmel aus dem Eis
- 1970: Kleiner König Kalle Wirsch
- 1972: Die Steinzeitkinder
- 1973: Don Blech und der Goldene Junker
- 1976: Drachen hat nicht jeder
- 1976: Denk und Dachte (Natur und Technik) 5. Staffel
- 1977: Jim Knopf und Lukas der Lokomotivführer
- 1977: Eine Woche voller Samstage
- 1978: Jim Knopf und die wilde 13
- 1978: Das kalte Herz
- 1979: Lord Schmetterhemd (Puppenspiel)|Lord Schmetterhemd
- 1980: Die Opodeldoks
- 1980: Am Samstag kam das Sams zurück
- 1981: Fünf auf dem Apfelstern
- 1981–1982: Hippo und der Süßwasserkarl (26-teilige Fernsehserie)
- 1982: Wolkenreiter und Sohn
- 1982: Katze mit Hut
- 1983: Neues von der Katze mit Hut
- 1984: Das Tanzbärenmärchen
- 1985: Kater Mikesch
- 1985: Abdallah und sein Esel
- 1986: Schlupp vom grünen Stern
- 1988: Schlupp vom grünen Stern – Neue Abenteuer auf Terra
- 1988: Der liebe Herr Teufel
- 1989: Die Wetterorgel
- 1990: Der Prinz von Pumpelonien
- 1990: Was kommt vor im Ofenrohr
- 1990: Caruso & Co.